# Приватний музей гуцульського мистецтва родини Корнелюків
Приватний музей гуцульського мистецтва родини Корнелюків — етнографічний музей у місті Косів, в якому представлена колекція народного одягу та різних видів народних промислів майстрів 4 поколінь родини Корнелюків. Адреса: вул. Гоголя, 26
Родина Корнелюків об'єднує цілу плеяду майстрів різних видів народних промислів. Головою родини є Микола Корнелюк (нар. 1942), член Спілки художників України з 1989 р. Зібравши велику колекцію виробів Корнелюки вирішили створити власний приватний музей, для якого звели двоповерхову будівлю. Експозиція музею містить близько 70 гуцульських головних уборів, вишиті рушники, ґердани, керамічні тарелі, топірці, шкіряні сумки, 60 різновидів ножів, колекцію понад 100 ножиць, колекцію монет, ліжників, верет, хідників, покривал, а також цілу галерею писанок. Загалом зібрання музею нараховує понад 2 тисячі експонатів.